# Alfred Worm
Alfred Worm (Gmünd, Neder-Oostenrijk, 14 juni 1945 - Wenen, 5 februari 2007) was een Oostenrijks journalist, schrijver en hoogleraar aan een universiteit.

## Carrière
Worm voltooide zijn studie als ondergronds bouwingenieur in 1964 aan de Mödling, een technische school in Oostenrijk. Hij werkte bijna tien jaar als ingenieur in de bouw, voordat hij de twijfelachtige zaken die hem binnen grote bouwfirma's opgevallen waren aan de kaak stelde. In 1973 ontdekte hij het bekende Bauring-Skandal (bouwring-schandaal). Hierna ging hij als fulltime onderzoeker en journalist aan de slag. Hij onderzocht de omkoperij en fraude bij grote bouwprojecten in Oostenrijk. Van 1974 tot 1994 was hij de eerste redacteur en later afgevaardigd hoofdredacteur van profil, een Oostenrijks nieuwstijdschrift.
Sinds de jaren 80 gaf Worm les aan het instituut voor journalistiek en communicatiewetenschap aan de Universiteit van Wenen. In 1988 heeft hij het grootste aandeel gehad in het verkrijgen van een eigen huisvesting voor het instituut aan de Schopenhauerstrasse. Naast het lesgeven was Worm ook betrokken bij de opleiding van journalisten en de promotie van jonge journalisten.
Van 1983 tot 1988 werkte Worm als adviseur voor de Oostenrijkse Volkspartij in het parlement van de Weense federale staat.
In 2007, slechts drie dagen na het ontvangen van de titel Journalist van het Jaar prijs door het tijdschrift Der Österreichische Journalist, bezweek hij aan een hartinfarct op 61-jarige leeftijd.